# Michel Chamard
 (janvier 2014).
Si vous disposez d'ouvrages ou d'articles de référence ou si vous connaissez des sites web de qualité traitant du thème abordé ici, merci de compléter l'article en donnant les références utiles à sa vérifiabilité et en les liant à la section « Notes et références ».
Pour les articles homonymes, voir Chamard.
Michel Chamard, né le 9 juillet 1949  à Neuilly-sur-Seine (Seine), est un ancien journaliste, essayiste et documentariste français, spécialisé dans l’histoire de la Vendée.
Journaliste parlementaire durant 18 ans, il est rédacteur en chef au Figaro. Puis il est conseiller culturel auprès de Philippe de Villiers puis Bruno Retailleau au conseil général de la Vendée. Il collabore également au Mouvement pour la France. De juillet 2011 à octobre 2014, cet historien de formation (disciple de François Bluche) dirige le Centre vendéen de recherches historiques, créé en 1994 à l’initiative d’Emmanuel Le Roy Ladurie, Pierre Chaunu et François Furet. Il est également chargé de cours à l’Institut catholique d’études supérieures à La Roche-sur-Yon.
Installé depuis 1993 dans le haut bocage vendéen, il est l’auteur de divers ouvrages et documents audiovisuels consacrés à la vie politique française et à la Vendée. Membre de la Société des écrivains de Vendée, il figure au jury des prix littéraires « Charette » et "Terre de France".

## Formation et carrière professionnelle
Après des études secondaires au lycée Claude-Bernard, à Paris, il obtient son baccalauréat en philosophie, il fait des études d'histoire à l'université Paris X. Sa maîtrise d'histoire moderne obtenue, il entame sous la direction de François Bluche une thèse sur Les Magistrats de la Chambre des comptes sous Louis XVI, qu'il ne soutient pas.
Il bifurque ensuite vers le journalisme. Il a notamment occupé les fonctions suivantes :
- Rédacteur spécialisé au service politique de l’hebdomadaire Valeurs actuelles (1975-1983)
- Chef du service politique de l’hebdomadaire Magazine hebdo (1983-1985)
- Rédacteur en chef adjoint au Figaro[4]. Journaliste parlementaire (1985-1990), puis chef du service politique (1990-1993).
- Conseiller culturel au conseil général de la Vendée[4]. Chargé de mission aux grands événements (1993-2008). Conseiller technique (2008-2011).
- Directeur du Centre vendéen de recherches historiques de 2011 à sa retraite en 2014[5].
- Chroniqueur sur la station de radio chrétienne RCF Vendée de 2013 à 2018.

## Activités universitaires et scientifiques
- Chargé de cours (histoire des institutions ; institutions de la Ve République) à la Faculté libre des sciences de l’information (1984-1993), à Levallois-Perret (Hauts-de-Seine)
- Chargé de cours (histoire de la presse française) à l’Institut catholique d’études supérieures (1997-1998) à La Roche-sur-Yon
- Chargé de cours à l’ICES (licence, master 2 d’histoire contemporaine) depuis 2009
- Membre du conseil scientifique de l’Historial de la Vendée, aux Lucs-sur-Boulogne (Vendée), depuis 1999. Membre du comité de pilotage (1999-2006) pour la création de cet espace muséographique.
- Concepteur et coordinateur depuis 1999 de la série audiovisuelle Grands témoins de Vendée, réalisée sous l’égide de la Conservation départementale des musées de la Vendée et diffusée à l’Historial de la Vendée.
- Commissaire des expositions « 1914-1919, la Grande guerre des Vendéens » (1999), à La Roche-sur-Yon (hôtel du département de la Vendée), et « Jean de Lattre, un Vendéen maréchal de France » (2002), au logis de La Chabotterie, à Saint-Sulpice-le-Verdon (Vendée). Conseiller scientifique des expositions « Bonaparte et la Vendée » et « Napoléon et la Vendée », à La Chabotterie et La Roche-sur-Yon (2004).

Intervenant dans différents colloques : colloque international « Des curés aux entrepreneurs » (2003), organisé à La Roche-sur-Yon par le CVRH ; colloque universitaire « Suspicion et surveillance administrative » (2011), organisé à La Roche-sur-Yon par l’ICES ; colloque universitaire « Les Vendéens face à la Seconde Guerre mondiale » (2012), organisé à l’Historial de la Vendée par le CVRH ; colloque universitaire « La Vendée littéraire » (2013), organisé à La Roche-sur-Yon et Montaigu (Vendée) par l’ICES ; colloque universitaire « L’Empreinte de la guerre de Vendée » (2013), organisé à l’Historial de la Vendée par le CVRH ; colloque universitaire "La Vendée et le Sacré Cœur" (2016), organisé à l'ICES par le diocèse de Luçon.

## Vie personnelle
Marié en 1984 à la journaliste Christine Orion, il est père de quatre enfants : Marie (1985), Louis (1986), Philippe (1989) et Henri (1990).

## Publications
- La Fraude électorale de la gauche (ouvrage collectif, Albatros, 1983), essai
- La Dernière Donne du président (avec Christian Durante, Alain Moreau, 1985), roman
- La Galaxie Barre (avec Joseph Macé-Scaron, la Table ronde, 1987), essai  (ISBN 978-2-7103-0333-6)
- La Saga du Puy du Fou, entretien avec Philippe de Villiers (Albin Michel, 1997) ; réédité à plusieurs reprises sous le titre L’Aventure du Puy du Fou
- Jean de Lattre de Tassigny, un Vendéen maréchal de France (Conservation des musées de la Vendée, 2002), catalogue d’exposition
- Un diamant de Chambretaud : Notre-Dame de la Nativité (paroisse Saint-Jean Baptiste des collines, 2002), document
- Les Vendéens et la mer (Conservation des musées de la Vendée, 2008), catalogue d’exposition
- Parcours des hommes : Clemenceau (Conservation du patrimoine de la Vendée, 2009), document
- La Vendée pour les Nuls (First, 2014), essai  (ISBN 978-2-7540-5655-7)[4],[7] Grand prix des écrivains de Vendée 2014
- Les guerres de Vendée pour les Nuls, (First, 2017), essai, Prix Charette 2017
- Avec Charette, "Roi de la Vendée" (conservation du patrimoine de la Vendée, 2017), document

Collaborateur de la revue scientifique Recherches vendéennes depuis 1999. Codirecteur de la publication de 2011 à 2014.
Contributions dans divers catalogues d’exposition de la Conservation départementale des musées de la Vendée : Le Cheval, une tradition en Vendée (conseil général, 2003), L’Espace d’Henry Murail, sculpteur (conseil général, 2003), Napoléon Bonaparte et la Vendée (Somogy, 2004), L’Agriculture en terre vendéenne (Somogy, 2011)

## Filmographie
- Pierre Mauger, résistant et déporté vendéen (conseil général de la Vendée, 2004), film DVD (diffusé à l’Historial de la Vendée, aux Lucs-sur-Boulogne)
- Alexandre Soljenitsyne, un combat pour la vérité (conseil général de la Vendée, 2005), film DVD
- Devoir de mémoire (conseil général de la Vendée, 2006), film DVD (diffusé au Mémorial des guerres de Vendée, aux Lucs-sur-Boulogne)
- Jean Yole, une certaine idée de la Vendée (conseil général de la Vendée, 2008), film DVD (diffusé au musée départemental Charles Milcendeau-Jean Yole, à Soullans)
- Les Manants du roi, docudrame de Patrick Buisson (2018) (diffusé par la chaine de TV Histoire) (Auteur des textes)